# Петушки
Петушки (рус. Петушки) град је у Русији у Владимирској области.

## Становништво
| 1959.  | 1970.  | 1979.  | 1989.  | 2002.  | 2010.  |
| ------ | ------ | ------ | ------ | ------ | ------ |
| 11.475 | 12.862 | 17.602 | 20.144 | 16.482 | 15.148 |